# Sudra
Os sudras ou shudras (em sânscrito: शूद्र; romaniz.: śūdra) são a quarta e mais baixa casta (varṇa) hindu, constituída por aqueles que têm por natureza, o servilismo.
Na hierarquia definida pelo hinduísmo, os sudras estão abaixo dos brâmanes (brāhmaṇa; os sacerdotes e intelectuais), dos xátria (kṣatrya; os políticos e guerreiros) e dos vaixás (vaiśya; comerciantes).
Os sudra São os servos (camponeses, artesãos e operários), gerados pelos pés de Brahma. Geralmente comem carne de cordeiro e de aves, o quem é um importante traço distintivo na sociedade hindu. Abaixo deles estão apenas os dalits, mais conhecidos como párias ou intocáveis, que são considerados impuros.
No entanto, os sudras têm orgulho de sua casta. Segundo o estereótipo dominante na sociedade indiana, eles são resistentes, fortes, não gostam muito dos estudos e não têm vocação para o comércio, não gostam de fazer contas ou de investir para obter lucros, preferindo as atividades em que possam demonstrar sua força física, como os esportes. Ainda segundo a crença difundida na sociedade indiana, os sudras nasceram para ser empregados e nunca patrões: querem apenas fazer seu trabalho e receber o combinado o mais rápido possível. No entanto, atualmente já existem muitos sudras que atuam na política ou são empresários. 